# Reine de la mirabelle
Le concours de la Reine de la Mirabelle est un concours ouvert aux jeunes femmes ayant entre 18 et 30 ans, organisé chaque été depuis 1949, à Metz, lors de la fête de la mirabelle,,. C'est le plus grand concours Français après Miss France, et les Miss régionales. Dans la précision, ce concours ne requiert plus de critère de beauté - taille poids tatouage - ni de situation familiale, les participantes peuvent s’y inscrire en étant mariées.
Durant le printemps, il y a une pré-sélection de candidates, entourée de jurys, dont des Elus de la Ville de Metz, et d'autres membres : 8 finalistes en ressortent alors gagnantes. Pendant quelques semaines, ces finalistes partent ensuite en préparation : travail sur l'élégance, l'éloquence, activités sportives, théâtrales, jeux de cohésion de groupe, notations sur le comportement et l'attitude, règles de savoir-vivre en communauté, dans la bienveillance, et ouverture d'esprit pour aller à la future rencontre des Messins.  
Cette formation est financée par la ville, et est donnée par la responsable de l'élection, madame Mireille ROHR ,- coach styliste et peintre - ainsi que son assistant monsieur Maxime WALTZ . 
Vint alors l'élection en fin de mois d'août, un trio royal est élu.

## Rôle
Ce trio, composé de la Reine et de ses 2 Dauphines / Dames d'honneur, devient alors représentantes et Ambassadrices de la ville, et ce règne dure un an. Elles seront engagées aux côtés du maire et de ses élus, lors de manifestations, inaugurations, festivités, événements culturels, causes, etc. organisés dans le département de la Moselle, voire dans la région de la Lorraine. 
Elles soutiendront les locaux, les commerçants, les associations et seront les porte-paroles des Messins, elles peuvent également intervenir dans les écoles, dans les hôpitaux, et maisons de retraite.
Leurs sorties incontournables resteront les Fêtes de la Mirabelle (marchés des saveurs, braderie, le couronnement), la Parade nautique ,, les Montgolfiades, la Saint-Nicolas et le Père Fouettard, les Fêtes de Noël, les Constellations  et les Frigos.
Leur rôle est d'être à la fois à l'écoute et communicantes sur les réseaux, elles feront ainsi des apparitions dans les médias, à l'antenne, à la télévision, et n'hésiteront pas à mettre en valeur les partenariats.

## Histoire
Les premières fêtes de la Mirabelle sont organisées le 17 août 1947. L'objectif est d'aider le monde agricole, gravement touché par la disparition du vignoble du Pays messin dans les décennies précédentes. Il s’est alors tourné vers la production fruitière et en particulier celle de la mirabelle. À l'époque, chaque village de la région messine est convié à une parade de chars dans les rues de Metz pour célébrer la fête de la mirabelle et élire la reine d’un jour. En 1947, pour la première, Lorry-lès-Metz remporte le gros lot. Le char tiré par un tracteur avait été confectionné avec des fleurs et un vrai mirabellier planté avec ses racines au centre. La reine de Lorry, Denise Marchal née Jenot, trônait avec ses dauphines. Le char fut élu le plus beau du défilé, mais la reine de Lorry préféra ne pas participer à l’élection de la Reine de la Mirabelle. Après les manifestations de 1947, 1949, 1951 et 1953, les Fêtes de la Mirabelle deviennent annuelles.
Etant donné la couleur du fruit célébré par cette élection, la jeune femme élue a souvent été blonde, les jeunes femmes brunes étant élues dans le village voisin de Woippy comme Reine des Fraises. Les candidates malheureuses étaient surnommées avec une gentillesse moqueuse teintée d'ironie Reine des Quetsches. Toujours dans un registre moqueur, Historia commençait un article sur la Reine de la Mirabelle, en février 2020, par cette phrase : « Non, la Reine de la Mirabelle n'est pas une quiche et, en Lorraine, elle ne compte pas pour des prunes... ».
En 2007 et 2008, la gagnante bénéficie du titre de Miss Lorraine, ce qui n'est plus le cas depuis car les critères de sélection des candidates ont changé et aucune condition de taille n'est désormais requise.
Pour l’élection de 2010, un système de vote en ligne est ouvert au public.

## Liste des Reines
Les 59 Reines de la mirabelle sont :
- 1947 : Denise Marchal née Jenot ( élue reine de Lorry mais ne participe pas à l'élection de la Reine de la mirabelle)[12]
- 1948 : pas d’élection
- 1949 : Raymonde Philippi[13],[14]
- 1950 : pas d’élection
- 1951 : Andrée Hulo[13]
- 1952 : pas d’élection
- 1953 : Marlène Perrin, candidate critiquée pour la publication d'une photo d’elle en bikini[13],[15].
- 1954 : Eliane Wéber[13]
- 1955 : Astrid Lenard [13]
- 1956 : Marie-Thérèse Earre[13]
- 1957 : Christiane Lorrain[13]
- 1958 : Monique Minette[13]
- 1959 : Liliane Silistrini (Bertrand), (première brune après dix gagnantes blondes)[13],[15]
- 1960 : Colette Quencez [13]
- 1961 : Noëlle Siran [13]
- 1962 : Jeanne Wolflinger[13]
- 1963 :
- 1964 Marie-José Lett [13]
- 1965 : Christiane Wilzer[13]
- 1966 : Nicolle Masson [16]
- 1967 : Patricia Stabile [13]
- 1968 : Michèle Schmitt [13]
- 1969 : Eliane Nau [13]
- 1970 : Catherine Lang [13]
- 1971 : Evelyne Lombard [13]
- 1972 : pas d'élection pour des questions budgétaires[13]
- 1973 : Isabelle Gallaert[16]
- 1974 : Annie Raison[13]
- 1975 : Joëlle Inama [13]
- 1976 : Muriel Poschia [13]
- 1977 : Mireille Angèle Rovere [13]
- 1978 : Fabienne Entringer [13]
- 1979 : Corinne Schidler[16]
- 1980 : Corinne Hinsberger [13]
- 1981 : Marie-Claire Pierre [13]
- 1982 : Magali Jego [13]
- 1983 : Karen Jaskula [13]
- 1984 : Valérie Lupini [13]
- 1985 : Sandrine Leidwanger [13]
- 1986 : Sidolina Mota, première femme à la peau noire à être élue Reine de la mirabelle[13]
- 1987 : Isabelle Bour [13]
- 1988 : Caroline Muller [13]
- 1989 : Véronique Hap [13]
- 1990 : Angèle Mollicone [13]
- 1991 : Betty Pierre [13]
- 1992 : Anne Marie Nonnenmacher[13]
- 1993 : Rachel Villemur[13]
- 1994 : Nathalie Kirch[13]
- 1995 : Staphanie Mosser [13]
- 1996 : Sarah Harig [13]
- 1997 : Elisabeth Litzernburger[13]
- 1998 : Floriane Rouget [13]
- 1999 : Danielle de Araujo[16]
- 2000 : Cathia Losso[13]
- 2001 : Katty Matern[13]
- 2002 : Chloé Froment[16]
- 2003 : Céline Lamard[13]
- 2004 : Nadège Theobald[17]
- 2005 : Sarah Walter[17]
- 2006 : Hafida Berhilia[18]
- 2007 : Aurélie Charlier, Miss Lorraine 2007 et Miss Meurthe-et-Moselle 2007[19],[16]
- 2008 : Camille Cheyère, Miss Lorraine 2008 et 1re dauphine de Miss France 2009[20]
- 2009 : Laeticia Niclout[21]
- 2010 : Caroline Semin[22]
- 2011 : Julie Ernewein[23]
- 2012 : Anaïs Jacob[24],[16]
- 2013 : Sarah Beurton[25]
- 2014 : Valentine Klingler[26]
- 2015 : Charlène Charo[27]
- 2016 : Marine Welter[28]
- 2017 : Noémie Sarati[29]
- 2018 : Alicia Oury[30]
- 2019 : Cyndia Gallusser Pannier [31](première reine élue mariée)
- 2020 : Cyndia Gallusser Pannier (à la suite du covid elle fut la première reine à être réélue)[32],[33],[34]
- 2021 : Lise Pallas-Adler[35],[36]
- 2022 : Mélissa Decker [37]
- 2023 : Cassandre Nuss [38]